# Annibale
Annibale is een Italiaanse sandalenfilm uit 1959 onder regie van Edgar G. Ulmer.

## Verhaal
Na zijn tocht over de Alpen trekt de Carthaagse veldheer Hannibal naar Rome. Onderweg neemt hij het nichtje gevangen van Fabius Cunctator. Hij laat haar zijn machtige leger zien in de hoop dat zij naar Rome zal reizen om iedereen er te waarschuwen voor het naderende onheil. Hij is erg verrast, wanneer hij hoort dat het meisje verliefd is geworden op hem.

## Rolverdeling
| Acteur            | Personage                                                                |
| ----------------- | ------------------------------------------------------------------------ |
| Victor Mature     | Hannibal                                                                 |
| Gabriele Ferzetti | Fabius Maximus                                                           |
| Rita Gam          | Sylvia                                                                   |
| Milly Vitale      | Danila                                                                   |
| Rik Battaglia     | Hasdrubal                                                                |
| Franco Silva      | Maharbal                                                                 |
| Mario Girotti     | Quintilius (Terence Hill speelt hier nog onder zijn eigen naam, Girotti) |
| Mirko Ellis       | Mago                                                                     |
| Andrea Aureli     | Gaius Terentius Varro                                                    |
| Andrea Fantasia   | Consul Paulus Emilius                                                    |
| Carlo Pedersoli   | Rutario (Bud Spencer speelt hier nog onder zijn eigen naam, Pedersoli)   |

## Trivia
- Dit is de eerste film waarin zowel Terence Hill als Bud Spencer meespelen, nog onder hun echte namen Mario Girotti en Carlo Pedersoli. Ze zijn alleen in bijrollen te zien en hebben geen scènes samen.